# アルフレート・エドゥアルト・フラウエンフェルト
アルフレート・フラウエンフェルト (Alfred Eduard Frauenfeld、1898年5月18日 - 1977年5月10日) は、ナチス・ドイツの政治家。
ウクライーネ国家弁務官区の行政委員を務めていた。

## 出身と第一次世界大戦
フラウエンフェルトはウィーンに4世代に渡って住んでいた一族の出身。彼は3人兄弟の長男として生まれた。　　　　　　　　　　　　　　　　　
彼は1916年に高校を卒業した後、ガリツィアで1年間志願兵としての訓練の後、彼は第一次世界大戦に参加し、最終的にクック空軍に志願した。1918年、3歳年下の妻と結婚し、同年空軍中尉としてハプスブルク君主国の崩壊を経験した。

## 戦間期のオーストリアで
終戦後、彼は煉瓦職人の助手となった。彼は、建設業界で仕事を見つける事ができなかったため、銀行員として一般土地信用機関に就職した。彼はこの仕事に加え、作家となりウィーンの日刊紙に短編小説を掲載した。